# Comunità montana della Valsassina, Valvarrone, Val d'Esino e Riviera
La Comunità montana della Valsassina, Valvarrone, Val d'Esino e Riviera è una comunità montana situata in provincia di Lecco. La Comunità montana della Valsassina, Valvarrone, Val d'Esino e Riviera valorizza le zone montane, sostenendo attività culturali, sociali e di protezione ambientale. In particolare la comunità montana mette in rete i comuni e le aree geografiche comprese nel suo territorio promuovendo risorse, tradizioni, storia, flora e fauna. Dal 2011 la Comunità montana della Valsassina, Valvarrone, Val d'Esino e Riviera è ente gestore del Parco della Grigna Settentrionale.

## Comuni membri
La Comunità montana della Valsassina, Valvarrone, Val d'Esino e Riviera comprende 25 comuni suddivisi in 4 zone.
- Valsassina
  - Barzio
  - Casargo
  - Cassina Valsassina
  - Cortenova
  - Crandola Valsassina
  - Cremeno
  - Introbio
  - Margno
  - Moggio
  - Morterone
  - Parlasco
  - Pasturo
  - Primaluna
  - Taceno
- Valvarrone
  - Pagnona
  - Premana
  - Sueglio
  - Valvarrone
- Val d'Esino
  - Esino Lario
  - Perledo
- Riviera (Lago di Como)
  - Bellano
  - Colico
  - Dervio
  - Dorio
  - Varenna

## Flora e fauna
Per quanto riguarda la flora, troviamo numerose foreste a latifoglie e altrettante conifere. Vi sono tra i fiori, i gigli, le stelle alpine e le genziane. Tra gli animali vi sono: camosci, caprioli, stambecchi, cervi, aquile reali, volpi, scoiattoli, coturnici, galli cedroni e galli forcelli.

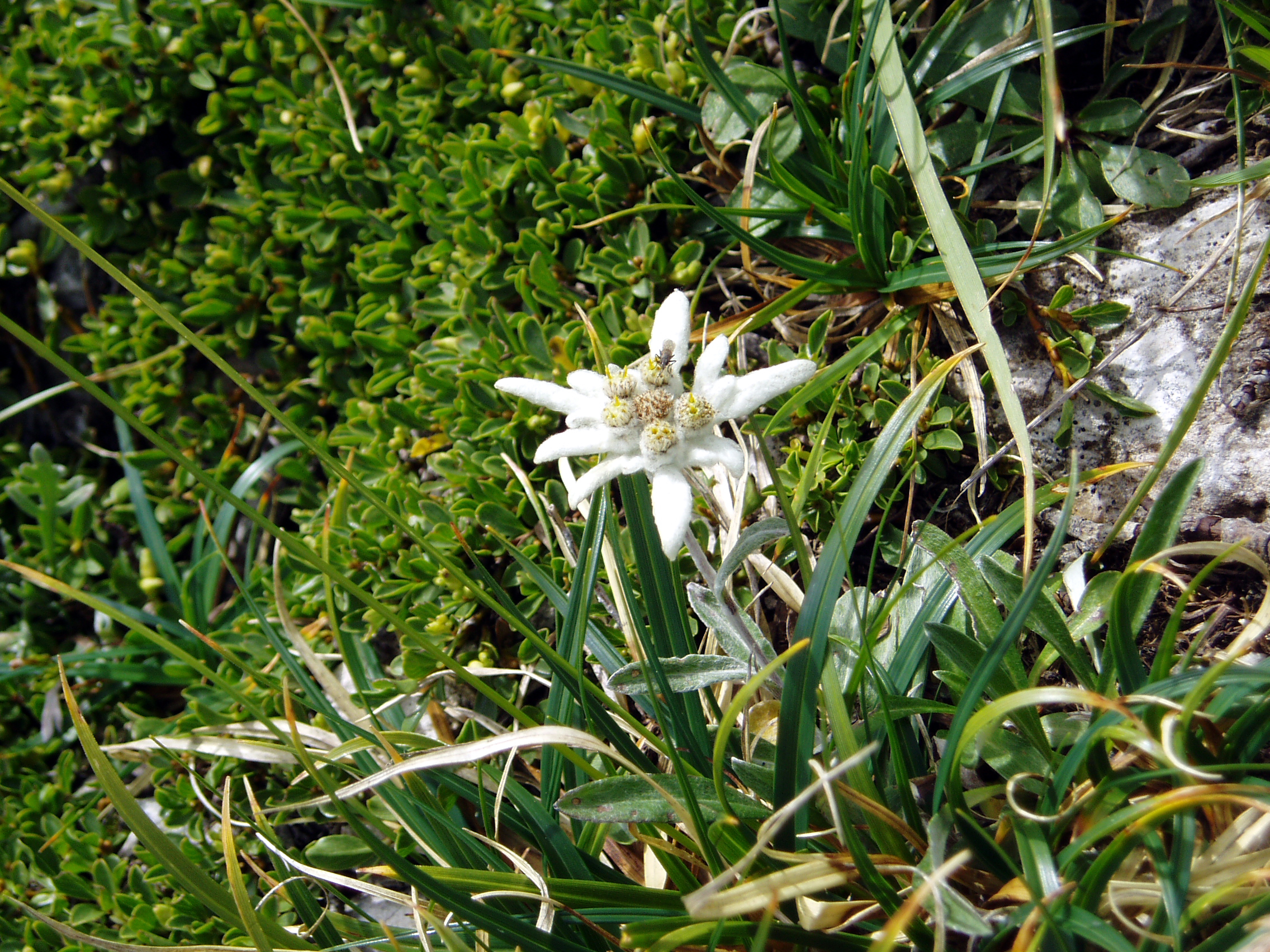
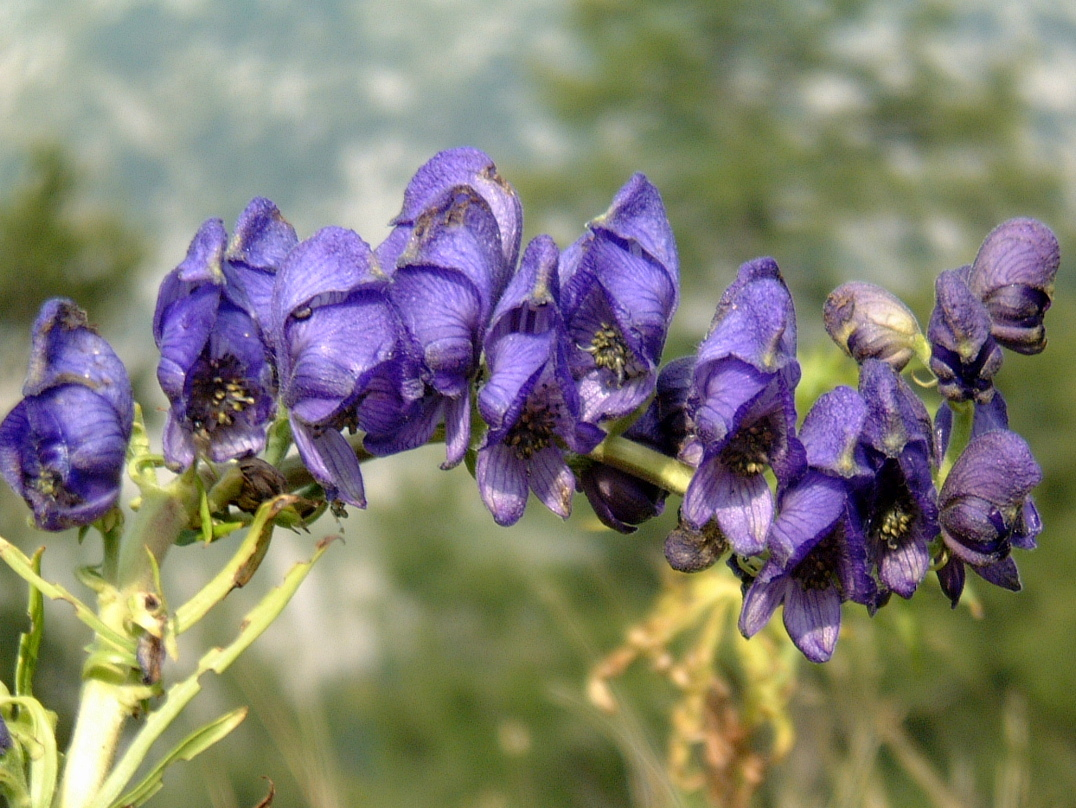
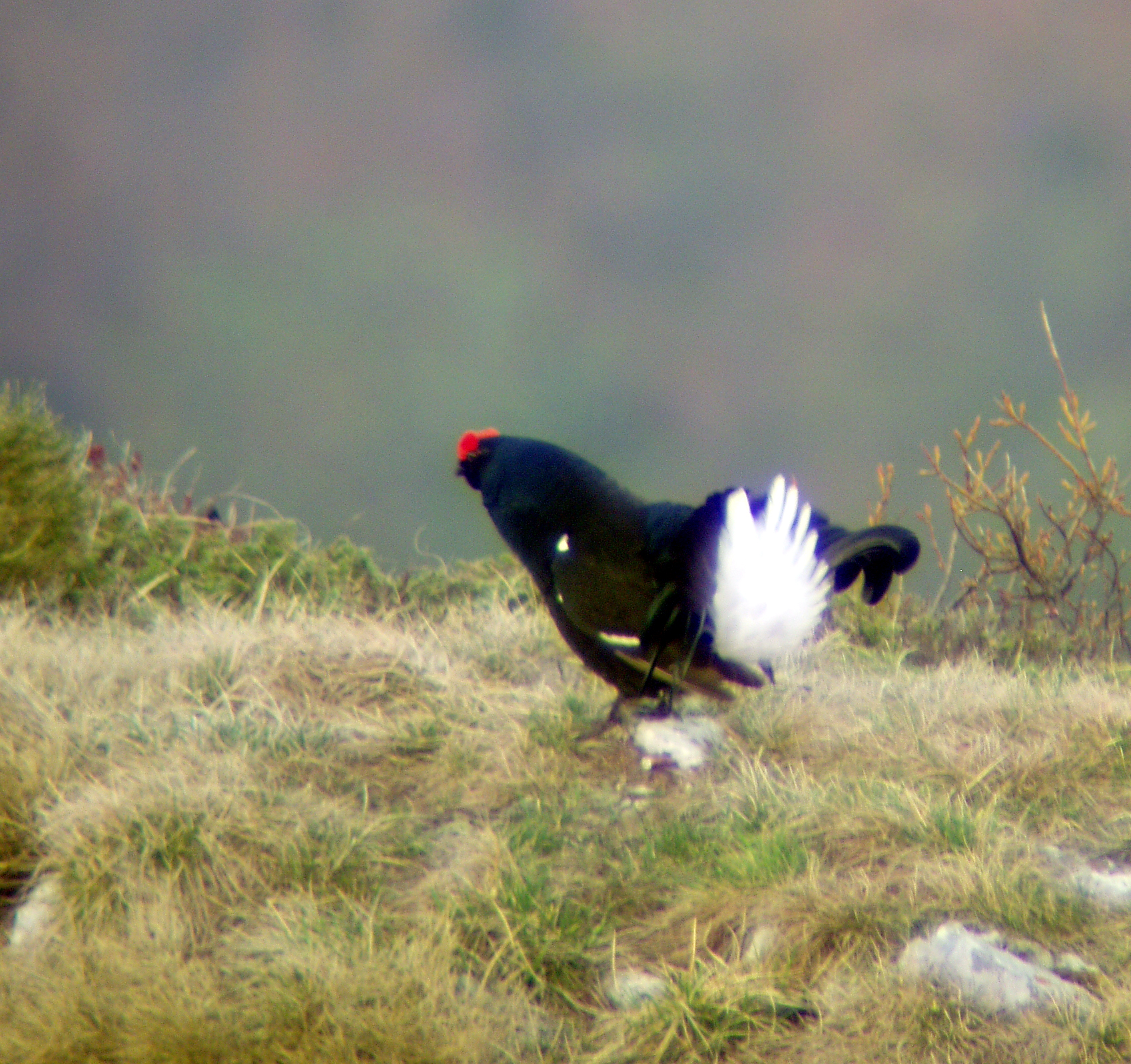

## Attività istituzionali
Oltre alla sua attività istituzionale di coinvolgimento di enti pubblici e rete, la Comunità montana della Valsassina, Valvarrone, Val d'Esino e Riviera gestisce il Parco Regionale della Grigna Settentrionale e ha una partecipazione istituzionale all'interno del Centro Zootecnico della Valsassina e Montagna (società cooperativa con sede a Pasturo) e del GAL dei Due Laghi (società mista pubblico-privato senza scopo di lucro con sede a Barzio). Le sue attività culturali, sociali e di protezione ambientale sono sviluppate attraverso progetti; la comunità ha inoltre prodotto nel tempo una serie di pubblicazioni e siti di informazioni collaborando con studiosi specializzati nel territorio della Valsassina e del Lario, tra i quali Pietro Pensa, Angelo Sala, Oleg Zastrow, Marco Sampietro, Paolo Corti, Mario Uberti, Pierfranco Invernizzi, Stefano Turri, Alfredo Bini, Andrea Tintori, Aldo Oriani.